# Katoliška dežela Sicilija
Katoliška dežela Sicilija je skupno ime za škofije in nadškofije v istoimenski italijanski deželi Sicilija (Regione Sicilia). Obsega sledečih 18 škofij: Messina, Acireale, Catania, Siracusa, Noto, Ragusa, Caltagirone, Piazza Armerina, Caltanissetta, Agrigento, Mazara del Vallo, Trapani, Monreale, Piana degli Albanesi, Palermo, Cefalù, Nicosia, Patti.
Po podatkih zbornika Istituto Centrale per il sostentamento del clero 2006 živi na površini 25.882 km² skupno 5.259.126 vernikov v 1.767 župnijah.
Na svoji poti v Rim se je bil že apostol Pavel ustavil na Siciliji, kjer je nekaj dni pridigoval v mestu Sirakuzi in s tem postavil temelje katoliški cerkvi. Vera se je močno priljubila domačinom in v prvih časih je dežela dala več svetnikov; najbolj znani sta mučenki sveta Agata iz Katanije in sveta Lucija iz Sirakuze. V devetem stoletju so Sicilijo zasedli Arabci, kar jo je sicer kulturno in gmotno obogatilo, a je močno škodovalo krščanstvu. Po dveh stoletjih in pol so prišli na oblast Normani in v tridesetih letih je bilo prejšnje stanje katoliške cerkve popolnoma obnovljeno. Od arabske kulture so ostali le skromni sledovi v ljudskem izročilu, medtem ko so se zelo priljubili razni normanski običaji, ki so ostali še do danes v veljavi, če gre za združitev verskih praznikov s spominom na kavalirske podvige plemičev. Razkošna praznovanja verskih obletnic s prireditvijo posvetnih turnirjev (palio) so utrjevala bodisi cerkveno kot posvetno oblast, obenem pa so ostala kot priljubljen običaj, ki ga moderni časi niso izpodrinili.